# Yponomeuta albonigratus
Yponomeuta albonigratus is een vlinder uit de familie van de stippelmotten (Yponomeutidae). De wetenschappelijke naam van de soort werd in 1972 gepubliceerd door Gershenzon.